# Petiční výbor Věrni zůstaneme
Petiční výbor „Věrni zůstaneme“ (PVVZ, plně:Odkazu prezidenta Masaryka věrni zůstaneme) byla protinacistická odbojová organizace působící na území Protektorátu Čechy a Morava v letech 1939–1942, též známá jako odboráři.
Organizace sestávala převážně z nekomunistických levicových intelektuálů, svobodných zednářů, Ženské národní rady, odborových organizací zaměstnanců pošt a železnice. V podzemí byl spíše znám jako „Národní revoluční výbor“.[zdroj?] Jeho členové se například účastnili práce ve výboru, který shromažďoval podpisy „na obranu republiky proti Hitlerovi“.

## Založení
Založení PVVZ předcházelo zveřejnění manifestu Věrni zůstaneme v roce 1938 skupinou levicových intelektuálů. Manifest byl zveřejněn 15. května 1938 v tisku jako přímá reakce na anšlus Rakouska a kladl si za cíl mobilizovat veřejnost proti německé agresi. Manifest volal pro překonání všech politických, stavovských a třídních rozdílů a semknutí se ve víře v demokracii a svobodu. Původní petici vydanou výborem v květnu 1938 podepsala řada významných osobností, jako byl pražský primátor Petr Zenkl, Milada Horáková, Ferdinand Peroutka, Eduard Bass nebo Karel Čapek. Původní název byl „Odkazu presidenta Masaryka věrni zůstaneme“. Předseda petičního výboru Jan Bělehrádek již ke konci května konstatoval, že jejich petice získala více než jeden milion podpisů.
Na utváření PVVZ se od počátku podíleli členové řady společenských a zájmových organizací, např. legionářského časopisu Čin, Ústředního spolku čs. profesorů či zástupci železničářských a poštovních odborů, organizace YMCA či členové evangelické církve. Výbor byl zamýšlen jako nadstranická organizace a v jeho strukturách byli zástupci řady politických stran. Avšak od počátku v jeho vedení hrálo prim názorové křídlo Československé sociální demokracie sdružené okolo Dělnické akademie, jejíchž struktur členové značně využívali i po odchodu do ilegality.
V době krize v září 1938 výbor manifestoval za obranu republiky a již po přijetí Mnichovské dohody zahájil svoji činnost. Již v zimě 1938 začal vystupovat proti vládě Strany národní jednoty, kterou silně kritizoval za omezování demokracie. Vrcholní představitelé výboru taktéž zamýšleli vytvořit novou opoziční levicovou politickou stranu, protože pro ně opoziční Národní strana práce byla příliš loajální vládnoucímu režimu. Na přechod do ilegality se výbor připravoval už za druhé republiky, kdy např. získal kurýry pro styk s Edvardem Benešem, který se po mnichovských událostech odebral do exilu. Okupaci zbytku republiky a nutnost vytvoření odbojové organizace předvídal.

## Struktura
Krátce po okupaci byl pro řízení PVVZ využit aparát Dělnické akademie včetně desítek jejich poboček. Do května 1939 se podařilo ustanovit řídící strukturu PVVZ. Vedení PVVZ se skládalo ze dvou tzv. komisí, komise organizační a komise politické.

### Organizační komise
Do této komise patřili např. Karel Bondy, gen. Jaroslav Čihák, Josef Pešek, Bohumír Truksa či Alois Tomas. Její jednání navštěvovali i zástupci vojenského odboje z Obrany národa škpt. Václav Velínský a mjr. Jaroslav Hájíček.

### Politická komise
Politická komise řídila PVVZ koncepčně. Komise představila politickou programovou platformu, v níž se jednoznačně přihlásila k Edvardu Benešovi jako jedinému vůdci zahraničního odboje.
Strukturu (a to jak vertikální, tak horizontální) budoval PVVZ ještě v srpnu 1939. Ve své struktuře sdružoval i relativně samostatně pracující skupiny (např. železničářů, pošťáků, učitelů, ale i YMCA či Ženské národní rady). V mnoha případech docházelo i k velmi těsnému prolínání se strukturami Obrany národa, což mělo za následek ideové sbližování obou složek odboje.

## Činnost

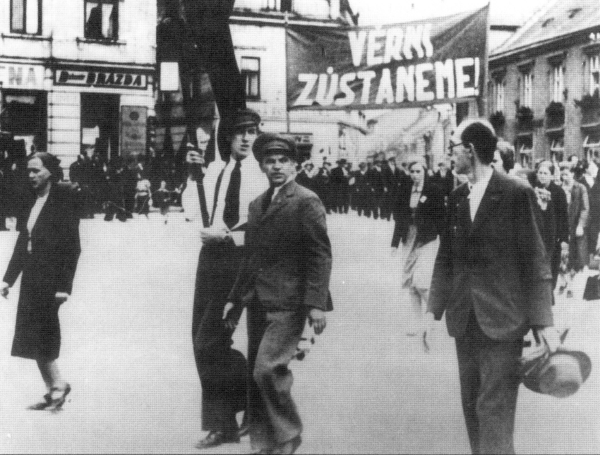
Kroměříž, 1938, Protestní pochod

Po obsazení Československa nacistickým Německem začal PVVZ rozvíjet zpravodajskou činnost zaměřenou na sběr informací pro spojenecké armády, zajišťoval ilegální přechody do zahraničí, distribuoval ilegální tiskoviny a vyvíjel také sabotážní činnost.
PVVZ také úzce spolupracoval s Obranou národa. Vybudoval „koordinační centrum“, v němž měli být soustředěni zástupci většiny důležitých postů a zaměstnání, včetně zástupců církví.[zdroj?] Na jaře 1940 PVVZ, Obrana národa a Politické ústředí zformovaly Ústřední vedení odboje domácího (ÚVOD). Jelikož bylo v zimě na přelomu roku 1939 a 1940 gestapem zatčeno několik tisíc členů velitelského sboru Obrany národa a Politické ústředí bylo také rozbito, PVVZ se stal nejdůležitější složkou ÚVOD. Vysílal exilové vládě do Londýna pomocí vysílaček Sparta.
PVVZ zůstal ušetřen většího zatýkání až do podzimu roku 1941, až vyvstává podezření, že gestapo čekalo tak dlouho záměrně, aby mohlo celou organizaci důkladně poznat a rozdrtit jednou ranou.[zdroj?] Zbytky PVVZ poté zorganizoval Vladimír Krajina, který získané informace předával skupině Silver A pro radiostanici Libuše.
Členkou výboru byla také dr. Milada Horáková.

## Likvidace
PVVZ byl zlikvidován gestapem roku 1942 během tzv. druhé heydrichiády.[zdroj?]

## Připomínka PVVZ

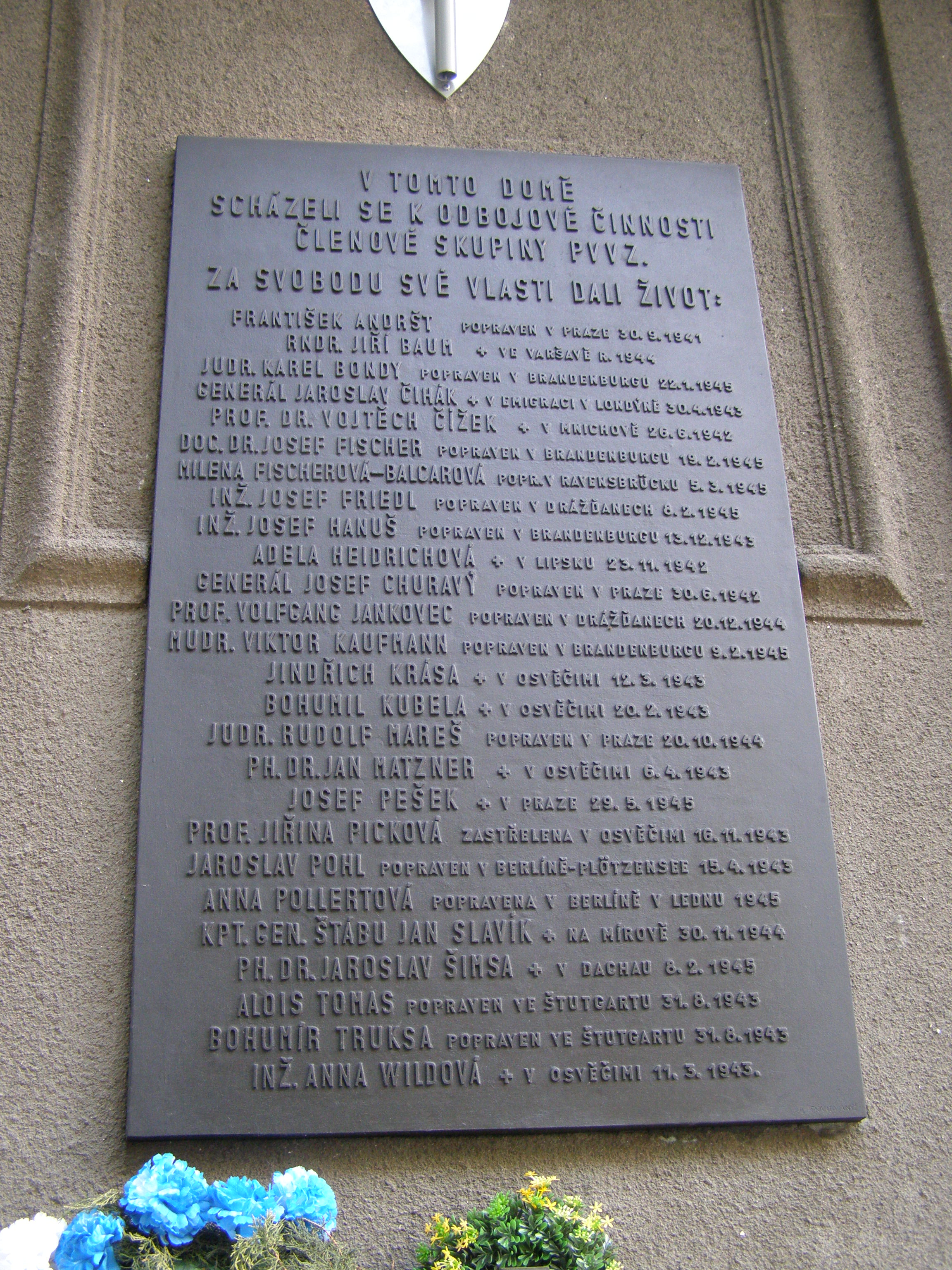
Pamětní deska odbojové
činnosti skupiny PVVZ
GPS:

V rohovém činžovním domě v Praze 2 na Vinohradech v ulici Anny Letenské 34/7 se za protektorátu odehrála řada schůzek členů PVVZ. Před svým odchodem do zahraniční v lednu 1940 se zde ukrýval generál Jaroslav Čihák. Na schůzkách se (v bytě Anny Pollertové) setkávali Jaroslav Šimsa, Volfgang Jankovec, JUDr. Karel Bondy, doc. PhDr. Josef Fischer a další. V domě měl ordinaci MUDr. Viktor Kaufmann. Na začátku okupace tam probíhaly schůzky první garnitury vedení odbojové organizace PVVZ. Prostřednictvím profesora Dr. Vojtěcha Čížka v domě získala mansardový byt profesorka Jiřina Picková. Zde se ukrývali hledaní pracovníci odboje.
Na připomínku těchto aktivit je na domě umístěna pamětní deska se jmény 26 odbojářů: 
| V TOMTO DOMĚ SCHÁZELI SE K ODBOJOVÉ ČINNOSTI ČLENOVÉ SKUPINY PVVZ. ZA SVOBODU SVÉ VLASTI DALI ŽIVOT: | V TOMTO DOMĚ SCHÁZELI SE K ODBOJOVÉ ČINNOSTI ČLENOVÉ SKUPINY PVVZ. ZA SVOBODU SVÉ VLASTI DALI ŽIVOT: | V TOMTO DOMĚ SCHÁZELI SE K ODBOJOVÉ ČINNOSTI ČLENOVÉ SKUPINY PVVZ. ZA SVOBODU SVÉ VLASTI DALI ŽIVOT: |
| --- | --- | --- |
| 1 | FRANTIŠEK ANDRŠT                                                                                     | POPRAVEN V PRAZE 30. 9. 1941                                                                         |
| 2 | RNDR. JIŘÍ BAUM                                                                                      | † VE VARŠAVĚ R. 1944                                                                                 |
| 3 | JUDR. KAREL BONDY                                                                                    | POPRAVEN V BRANDENBURGU 22. 1. 1945                                                                  |
| 4 | GENERÁL JAROSLAV ČIHÁK                                                                               | † V EMIGRACI V LONDÝNĚ 30. 4. 1943                                                                   |
| 5 | PROF. DR. VOJTĚCH ČÍŽEK                                                                              | † V MNICHOVĚ 26. 6. 1942                                                                             |
| 6 | DOC. DR. JOSEF FISCHER                                                                               | POPRAVEN V BRANDENBURGU 19. 2. 1945                                                                  |
| 7 | MILENA FISCHEROVÁ-BALCAROVÁ                                                                          | POPR. V RAVENSBRÜCKU 5. 3. 1945                                                                      |
| 8 | INŽ. JOSEF FRIEDL                                                                                    | POPRAVEN V DRÁŽĎANECH 8. 2. 1945                                                                     |
| 9 | INŽ. JOSEF HANUŠ                                                                                     | POPRAVEN V BRANDENBURGU 13. 12. 1943                                                                 |
| 10                                                                                                   | ADELA HEIDRICHOVÁ                                                                                    | † V LIPSKU 23. 11. 1942                                                                              |
| 11                                                                                                   | GENERÁL JOSEF CHURAVÝ                                                                                | POPRAVEN V PRAZE 30. 6. 1942                                                                         |
| 12                                                                                                   | PROF. VOLFGANG JANKOVEC                                                                              | POPRAVEN V DRÁŽĎANECH 20. 12. 1944                                                                   |
| 13                                                                                                   | MUDR. VIKTOR KAUFMANN                                                                                | POPRAVEN V BRANDENBURGU 9. 2. 1945                                                                   |
| 14                                                                                                   | JINDŘICH KRÁSA                                                                                       | † V OSVĚČIMI 12. 3. 1943                                                                             |
| 15                                                                                                   | BOHUMIL KUBELA                                                                                       | † V OSVĚČIMI 20. 2. 1943                                                                             |
| 16                                                                                                   | JUDR. RUDOLF MAREŠ                                                                                   | POPRAVEN V PRAZE 20. 10. 1944                                                                        |
| 17                                                                                                   | PH. DR. JAN MATZNER                                                                                  | † V OSVĚČIMI 6. 4. 1943                                                                              |
| 18                                                                                                   | JOSEF PEŠEK                                                                                          | † V PRAZE 29. 5. 1945                                                                                |
| 19                                                                                                   | PROF. JIŘINA PICKOVÁ                                                                                 | ZASTŘELENA V OSVĚČIMI 16. 11. 1943                                                                   |
| 20                                                                                                   | JAROSLAV POHL                                                                                        | POPRAVEN V BERLÍNĚ-PLÖTZENSEE 15. 4. 1943                                                            |
| 21                                                                                                   | ANNA POLLERTOVÁ                                                                                      | POPRAVENA V BERLÍNĚ V LEDNU 1945                                                                     |
| 22                                                                                                   | KPT. GEN. ŠTÁBU JAN SLAVÍK                                                                           | † NA MÍROVĚ 30. 11. 1944                                                                             |
| 23                                                                                                   | PH.DR. JAROSLAV ŠIMSA                                                                                | † V DACHAU 8. 2. 1945                                                                                |
| 24                                                                                                   | ALOIS TOMAS                                                                                          | POPRAVEN VE ŠTUTGARTU 31. 8. 1943                                                                    |
| 25                                                                                                   | BOHUMÍR TRUKSA                                                                                       | POPRAVEN VE ŠTUTGARTU 31. 8. 1943                                                                    |
| 26                                                                                                   | INŽ. ANNA WILDOVÁ                                                                                    | † V OSVĚČIMI 11. 3. 1943.                                                                            |